# Małe rzeczy
Małe rzeczy (Les petites choses) est le premier single du premier album de Sylwia Grzeszczak Sen o przyszłości, sorti le 17 juin 2011. 
Le 31 mai 2011, la chanson a débuté à la radio polonaise RMF FM à la 19e place et est restée sur la liste pendant 13 semaines. Le single est rapidement devenu un succès, et pendant huit semaines consécutives, il a été la chanson la plus souvent jouée dans les stations de radio polonaises, tandis que les paroles ont obtenu la première place dans la citation Polish Video Chart. La chanson a également donné à Sylwia un succès dans le concours Koncert Lata Radia Zet i TVP2.

## Clip musical
Clip vidéo tourné en juin 2011. Il montre le palais de Moszna, tandis que les scènes ont été filmées à l'intérieur du monastère cistercien de Lubiaz . La vidéo a été créée par le groupe 13 et a été vue plus de 10 millions de fois.

## Performance en direct
Le 17 juillet 2011, Sylwia a chanté la chanson lors du concert Hity Na Czasie à Inowrocław.

## Paroles
Le refrain de la chanson : « Profitons des petites choses car la formule du bonheur y est inscrite ».